# Название Андалусии

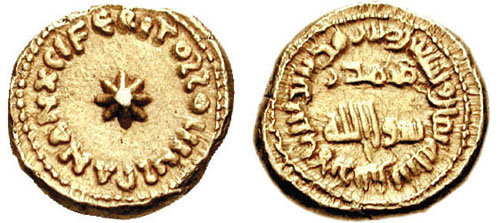
Динары времён Омейядов с надписью на арабском и латыни al-Andalus, датируемые 716/717 годом.

Происхождение топонима Андалусия является предметом дискуссий на протяжении десятилетий.
Впервые название «аль-Андалус» (араб. الأندلس‎) появляется на монетах, отчеканенных около 715 года правителями Омейядского халифата, завоевавшими часть Пиренейского полуострова, включая территорию нынешней Андалусии.
В топонимической литературе высказывался ряд версий происхождения названия «Андалусия», но ни одна из них не считается общепринятой:
1. Вандалы после короткого пребывания на территории нынешней Андалусии ушли в Северную Африку, захватив побережье Марокко. Местные жители назвали земли, находящиеся на другой стороне пролива, землёй вандалов. В языке, на котором говорили жители захваченных территорий (берберский), генитив образуется прибавлением частицы «у» в начале слова. Слово «вандал» произносилось как «уандал», что вызвало путаницу. Земля вандалов на местном языке называлась «tamort uandalos», что привело к ошибке в понимании фразы как «tamort u-andalos» (земля андалов). Арабы, захватившие земли берберов и Пиренейский полуостров, дали землям, захваченным за проливом, название Аль-Андалус, добавив к берберскому названию частицу аль-.
2. Слово Аль-Андалус является продуктом эволюции «Atlas — Antalas — Andalas — Ándalus», связывая таким образом происхождение названия со знаменитым мифом об Атлантиде, вдохновением которого могла послужить цивилизация тартессов.
3. «Al-Ándalûs» происходит от Landahlauts (произносилось как «ла́ндалос»), германского названия юга Испании, заселённого вестготами. Landahlauts происходит от «Landa» («земля») и «hlauts» («делёж») и означает «разделённая земля».
4. «Al-Ándalûs» происходит от Andalaus (произносилось как «а́ндалос»), германского названия юга Испании, заселённого вестготами. Andalaus происходит от «Anda» («Край») и «-laus» («-без») и означает «бескрайняя».

Некоторое время среди топонимистов преобладала точка зрения, что топоним «Андалусия» происходит от названия племени вандалов (которые поселились в Испании в V веке), но в 1980-х годах появился ряд работ, оспаривающих её. Так, Х. Вальве (1986) предположил формирование топонима от названия Атлантики. Хайнц Халм (1989) вывел происхождение топонима от реконструированного готического термина *landahlauts, а Боссонг (2002) предположил его происхождение из доримского субстрата.
Испанская форма топонима — Andalucía — сложилась в XIII веке. Это название было принято для обозначения территорий, которые к тому времени ещё находились под мавританским владычеством, и располагались к югу от Кастильи-ла-Нуэвы и Валенсии, соответствуя бывшей римской провинции Бетика (лат. Baetica в латинских источниках). Это название было «испанизированной» формой арабского слова «аль-Андалус».